# Vajdafy Ernő
Vajdafy Ernő (Pest, 1839. szeptember 8. – 1914. július 9.) fővárosi polgári iskolai igazgató, Vajdafy Béla zenedei és polgári iskolai tanár öccse.

## Élete
A gimnázium négy osztályát a pesti kegyesrendieknél végezte. Ezután az olmützi tüzériskolába és innét a tanfolyam elvégzése után a hadsereg 11. sz. tüzérezredébe lépett mint hadapród. 1862-ben szabadságra ment és előbb Hauser János kőfaragónál mint rajzoló és könyvvezető, később Tokajban a Tiszaszabályozásnál nyert alkalmazást, ahol mérnöki teendők mellett főnöke gyermekeit tanította. Az opera-iskola életbeléptetésekor felvették mint baritonistát, közben pedig matematikai, zongora-, rajz- és egyéb tárgyak tanításával tartotta fenn magát. Egy év után búcsút vett az operaiskolától és a fővárosi számvevőségnél nyert alkalmazást. Ez idő alatt végezte a budai Királyi József Műegyetemen az államszámviteltani tanfolyamot. Az 1866-os porosz háborúban, még mint hadköteles, kénytelen volt részt venni, és átélte a königgrätzi veszedelmet. Elnyervén a katonaságtól való végelbocsáttatását, letette a budapesti állami főgimnáziumban az érettségi vizsgát és elvégezte az egyetemen a bölcseleti tanfolyamot és 1870-ben a legelső fővárosi polgári leányiskola fölállításakor ehhez a mennyiségtani tanszékre megválasztották. 1873-ban rábízta a fővárosi tanács a Kereszt utcai (ma Kazinczy utca) újonnan felállított polgári leányiskola vezetését. A főváros törvényhatósági bizottságának is tagja volt. 1911-ben nyugdíjazták.
Pedagógiai cikkeket írt a Polgári Iskolába, a Magyar Paedagogiai Szemlébe és az Ungarische Schullbotebe; humorisztikus verseket az Üstökösbe (1894, 85. Gombos Tű álnév alatt) és az Urambátyámba Való névvel, a lap fennállása óta.

## Munkái
- A méterrendszer. Budapest, 1874. (2. kiadása 1874., 3. kiadása 1875., 4. kiadása 1876., 5. kiadása, 23−24 ezer, 1902−1905. 6. k. 25−26 ezer, 1907. Budapest, Németül: Budapest, 1874. 2. kiadás. Budapest, 1876.).
- Számtan felsőbb leányiskolák és polgári leányiskolák számára. Az I−IV. osztálya számára. Budapest, 1888−1902. Két rész. (I. 5. kiadás, 1888., 6. kiadás, 1894., 7. kiadás, 1896. Sajtó alá rendezte Schmidt Antal. 8. kiadás, 1902., 9. átdolgozott kiadás Schmidt Antal által, 1900. II. 2. kiadás, 1888., 3. kiadás, 1894., 5. átdolgozott kiadás Schmidt Antal által, 1900. 7. átdolgozott kiadás Schmidt Antal által, 1908.).
- Számtan polgári iskolák számára. Budapest, 1876−83. Három rész. (I. 1876. 2. kiadás 1879., 3. kiadás 1883., 4. kiadás 1886. II. 1882. 3. kiadás 1883., 4. kiadás 1896. III. 1882. Budapest).
- Az élet a humor tükrében. Budapest, 1886.
- Emléklapok. Budapest, 1888. (Versek).
- Tövisek. Budapest, 1890. (Versek).
- Gulliver utazásai ismeretlen országokban. Írta Swift Jonathan, fordítás. Budapest, (1906). Színes képekkel.